# 9973 Szpilman

9973 Szpilman

9973 Szpilman eller 1993 NB2 är en asteroid i huvudbältet som upptäcktes den 12 juli 1993 av den belgiske astronomen Eric W. Elst vid La Silla-observatoriet. Den är uppkallad efter den polske pianisten Władysław Szpilman.